# نهائي كأس أوروبا 1966
نهائي كأس أوروبا 1966 كانت مباراة كرة قدم أقيمت على الملعب الأولمبي في مدينة بروكسل يوم 11 مايو 1966. كانت المُباراة بين نادي ريال مدريد ونادي بارتيزان والذي فاز بها ريال مدريد بهدفين مقابل هدف، وحقق ريال مدريد لقبه السادس بالبطولة ليعزز به رقمه القياسي في دوري أبطال أوروبا.

## عن الفريقين

### ريال مدريد
| تاريخ ريال مدريد في نهائيات دوري أبطال أوروبا | تاريخ ريال مدريد في نهائيات دوري أبطال أوروبا | تاريخ ريال مدريد في نهائيات دوري أبطال أوروبا | تاريخ ريال مدريد في نهائيات دوري أبطال أوروبا | تاريخ ريال مدريد في نهائيات دوري أبطال أوروبا | تاريخ ريال مدريد في نهائيات دوري أبطال أوروبا |
| النسخة                                        | المركز                                        | الخصم                                         | النتيجة                                       | المكان                                        | الحضور                                        |
| كأس أوروبا (النظام القديم)                    | كأس أوروبا (النظام القديم)                    | كأس أوروبا (النظام القديم)                    | كأس أوروبا (النظام القديم)                    | كأس أوروبا (النظام القديم)                    | كأس أوروبا (النظام القديم)                    |
| --------------------------------------------- | --------------------------------------------- | --------------------------------------------- | --------------------------------------------- | --------------------------------------------- | --------------------------------------------- |
| 1956                                          | البطل                                         | ستاد ريمس                                     | 4–3                                           | بارك دي برينس، باريس                          | 38,239                                        |
| 1957                                          | البطل                                         | فيورنتينا                                     | 2–0                                           | سانتياغو بيرنابيو، مدريد                      | 124,000                                       |
| 1958                                          | البطل                                         | ميلان                                         | 3–2 (ب.و.إ)                                   | الملك بودوان، بوركسل                          | 67,000                                        |
| 1959                                          | البطل                                         | ستاد ريمس                                     | 2–0                                           | مرسيدس بنز أرينا، شتوتغارت                    | 72,000                                        |
| 1962                                          | الوصيف                                        | بنفيكا                                        | 3–5                                           | الملعب الأولمبي، أمستردام                     | 61,257                                        |
| 1964                                          | الوصيف                                        | إنتر ميلان                                    | 1–3                                           | إرنست هابل، فيينا                             | 71,333                                        |

### بارتيزان
| لم يصل إلى النهائي من قبل | لم يصل إلى النهائي من قبل | لم يصل إلى النهائي من قبل | لم يصل إلى النهائي من قبل | لم يصل إلى النهائي من قبل | لم يصل إلى النهائي من قبل |
| ------------------------- | ------------------------- | ------------------------- | ------------------------- | ------------------------- | ------------------------- |

## المباراة
| بارتيزان      | 2-1    | ريال مدريد               |
| ------------- | ------ | ------------------------ |
| فاسوفيتش (55) | Report | أمانسيو 70' · سيرينا 76' |

| بارتيزان | ريال مدريد |

|                 |    |                      |
| GK              | 1  | ميلوتن سوسكيتش (ك)   |
| RB              | 2  | فخر الدين يوسوفي     |
| LB              | 3  | ليوبومير ميهايلوفيتش |
| CM              | 4  | رادوسلاف بيسيخاش     |
| CB              | 5  | فيليبور فاسوفيتش     |
| CB              | 6  | برانكو راسوفيتش      |
| RF              | 7  | مين باجيتش           |
| CM              | 8  | فلاديكا كوفاتشيفيتش  |
| CF              | 9  | مصطفى هاساناجيتش     |
| CF              | 10 | ميلان غاليتش         |
| LF              | 11 | جوسيب بيرماجر        |
| المدرب:         |    |                      |
| عبد الله جيجيتش |    |                      |

|              |    |                        |
| GK           | 1  | خوسيه أراكيستان        |
| DF           | 2  | باكين                  |
| DF           | 3  | مانويل سانشيز مارتينيز |
| DF           | 4  | بيري                   |
| DF           | 5  | بيدرو دي فيليب         |
| MF           | 6  | إغناسيو زوكو           |
| MF           | 7  | فيرناندو سيرينا        |
| MF           | 8  | أمانسيو أمارو          |
| MF           | 9  | رامون غروسو            |
| FW           | 10 | مانويل فيلاسكيز        |
| FW           | 11 | فرانشيسكو خينتو (ك)    |
| المدرب:      |    |                        |
| ميغيل مونيوز |    |                        |